# Visfatina
Visfatina é uma proteína com 491 aminoácidos e 52 KDa que é produzida primariamente pelo tecido adiposo visceral (TAV) e secundariamente fígado, músculo esquelético, linfócitos e medula óssea.                                                 
É idêntica ao fator de estimulação de colônias de células pré-B, uma citoquina que se encontra aumentada no lavado bronco-alveolar de modelos animais de lesão pulmonar aguda e nos neutrófilos de doentes sépticos. 
A visfatina tem uma ação insulino-mimética in vitro e in vivo, através da ligação e ativação ao receptor da insulina. Portanto, possui uma função endócrina semelhante a da insulina: fixa e ativa receptor de insulina (mas seus níveis no sangue são só 3-10% da insulina).
A visfatina é uma adipocina com propriedades insulinomiméticas com atuação tanto sistêmica quanto local, podendo representar mais um elo da corrente que liga adiposidade intra-abdominal à síndrome metabólica. Sua função autócrina/parácrina potencial é a adipogênese.
Com o aumento da incidência de síndrome metabólica, especialmente da diabetes tipo 2 em indivíduos jovens, o esclarecimento  do papel da visfatina se tornou importante para melhor entendimento destas patologias. O acúmulo de gordura viceral está associado com várias desordens da síndrome metabólica, incluindo intolerância a glicose, resposta inflamatória crônica, hipertensão e doença coronária. Enquanto o tecido adiposo é responsável pela expressão e secreção de várias adipocinas, a visfatina (também conhecida como pre-B cell enhancing factor – PBEF –  e nicotinamide phosphoribosyltransferase - NAMPT) demonstra sua expressão em gordura viceral. Estudos têm indicado que a expressão de visfatina está aumentada na gordura viceral de indivíduos obesos.

## Outros nomes
- VF; PBEF; PBEF1; VISFATIN; MGC117256; DKFZp666B131; 1110035O14Rik; NAMPT